# Фолідоз

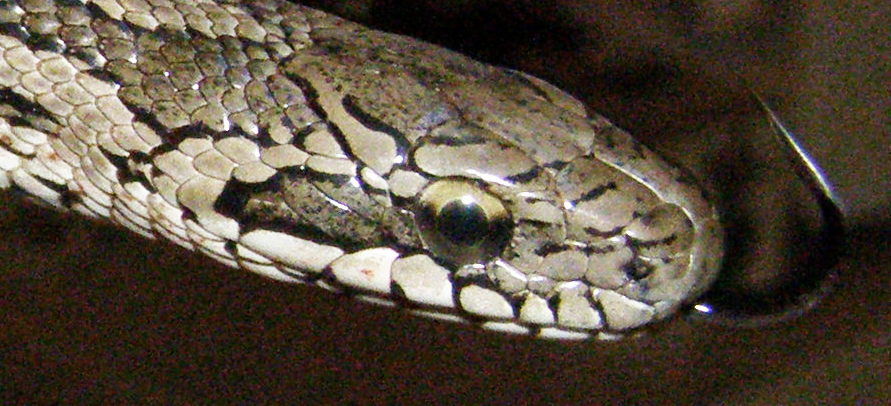
Голова полоза візерункового (Elaphe dione) з характерним для цього виду малюнком лускатого покриву: мають значення форма, кількість і характер змикання окремих лусок та їх груп

Фолідоз (лат. pholidosis) — малюнок лускатого покриву плазунів, насамперед представників ряду Лускаті (Squamata).

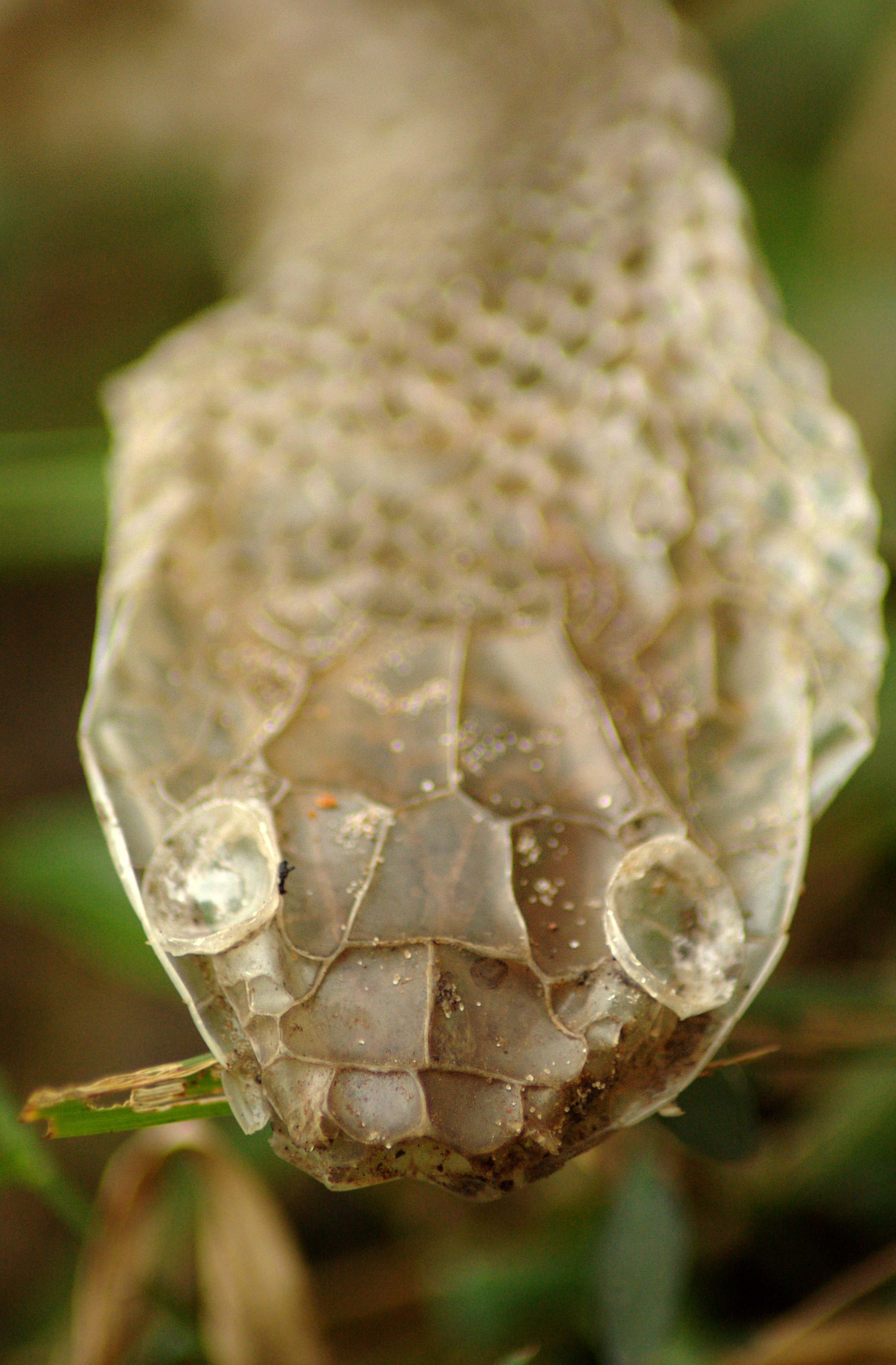
Фолідоз залишається чітким навіть на скинутій в результаті линяння шкірі змії

Фолідоз є однією з ключових груп ознак при визначенні плазунів. Особливо велике значення для ідентифікації видів має фолідоз голови, зокрема губних, носових, перед- і заорбітальних щитків тощо.
Опис фолідозу присутній в більшості ключів до визначення родів та видів плазунів.